# IC 1042
IC 1042 ist eine linsenförmige Galaxie vom Hubble-Typ S0 im Sternbild Jungfrau und etwa 357 Millionen Lichtjahre von der Milchstraße entfernt. Sie bildet zusammen mit NGC 5718 das Galaxienpaar Arp 171. Halton Arp gliederte seinen Katalog ungewöhnlicher Galaxien nach rein morphologischen Kriterien in Gruppen. Diese Galaxie gehört zu der Klasse Galaxien mit diffusen Gegenarmen (Arp-Katalog).
Die Galaxie wurde am 28. Mai 1891 von Stéphane Javelle entdeckt.